# Bryant Smith
Pour les articles homonymes, voir Smith.
Bryant Smith, né le 21 octobre 1977 à Huntsville (États-Unis), est un joueur de basket-ball professionnel américain. Il mesure 1,96 m.

## Biographie
En janvier 2014, Smith est licencié par le Saint Thomas Basket Le Havre. Selon le club, il aurait été absent sans donner de nouvelles depuis les fêtes de fin d'année. Il est remplacé par Rashad Anderson.

## Université
- 1995 - 1999 :  University of Auburn (NCAA)

## Clubs
- 1999 :  Atlanta Trojans (USBL)
- 1999-2001 :  Skyforce de Sioux Falls (NBDL)
- 2001-2002 :  AEL Limassol (1er division)
- 2002-2006 :  Academic Sofia (1er division)
- 2006 :  Hapoël Galil Elyon (1er division)
- 2006 :  Scafati (LegA)
- 2006-2007 :  Benetton Trévise (LegA)
- 2007-2008 :  Keravnós Strovólou (1er division)
- 2008-2009 :  Reggio Emilia (Lega Due)
- 2009 :   Apollon Limassol BC (1er division)
- 2009 :  Cocodrilos de Caracas (1er division)
- 2009-2010 :  Keravnós Strovólou (1er division)
- 2010-2012 :  Chalon-sur-Saône (Pro A)
- 2012-2014 :  Le Havre (Pro A)

## Palmarès
Elan Chalon
- Champion de France en 2012[2].
- Coupe de France 2011[3] et 2012[4].
- Semaine des As 2012[5].
- Finaliste de l'EuroChallenge 2012[6].

Benneton Trévise
- Coupe d'Italie : 2007.

Keravnós Strovólou
- Champion de Chypre : 2008

Academic Sofia
- Champion de Bulgarie : 2003, 2004, 2005 et 2006.
- Coupe de Bulgarie : 2003, 2004 et 2006.